# Ulrich Fleischhauer

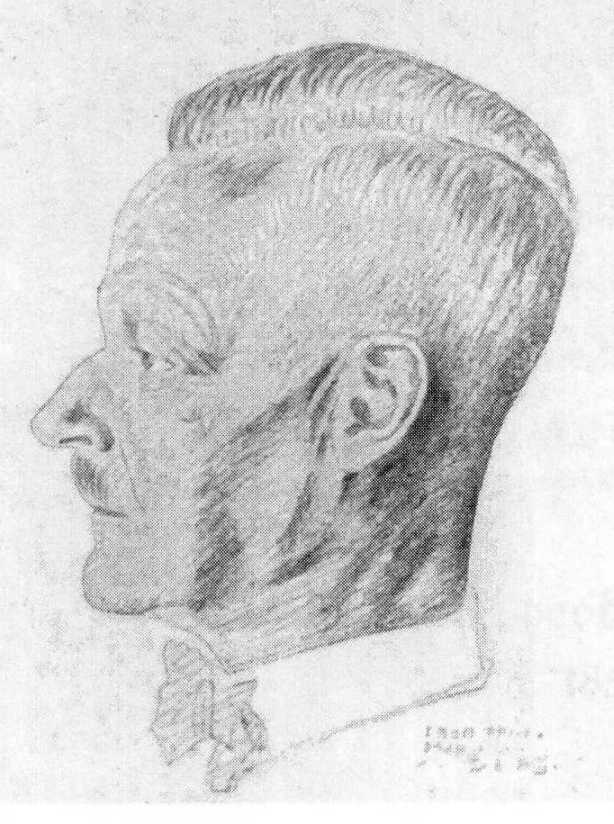
Ulrich Fleischhauer durch Gregor Schwartz-Bostunitsch

Ulrich Fleischhauer (* 14. Juli 1876 in Thamsbrück, heute Bad Langensalza; † 20. Oktober 1960 in Hürben; Pseudonyme Ulrich Bodung, Israel Fryman) war ein antisemitischer Publizist und Verleger.

## Leben
Ulrich Fleischhauer, Sohn eines evangelischen Diakons, diente im Ersten Weltkrieg im Kurmärkischen Feldartillerieregiment Nr. 39 und stieg auf zum Kommandeur eines Feld-Artillerie-Regiments in Colmar.
Nach dem Krieg wurde er Mitglied der Deutschnationalen Volkspartei und Vertreter ihrer völkischen Gruppe. Ferner war er Vorsitzender des Nationalverbandes Deutscher Offiziere.
1919 gründete er in Perleberg den U. Bodung-Verlag. Theodor Fritsch und Dietrich Eckart (1920) überzeugten ihn, eine antisemitische Organisation zu gründen. Als selbsternannter Experte für Judenfragen gab er antisemitische Artikel und Bücher heraus. 1924/25 verlegte er den Firmensitz nach Erfurt. Während der Weimarer Republik trat er beim Stahlhelm und dem Alldeutschen Verband als Redner auf.
In den Jahren 1929 bis 1931 gab er eine von Heinrich Kraeger erweiterte Neuauflage des Semi-Kürschner unter dem Titel Sigilla Veri heraus, eines antisemitischen Lexikons, das der völkische Publizist Philipp Stauff 1913 erstmals herausgegeben hatte. Als Gegenreaktion gab Siegmund Kaznelson sein  Juden im deutschen Kulturbereich heraus. Ab Herbst 1933 arbeitete der ehemalige k.u.k. Konsul in Moskau, Georg de Pottere (* 1. Juni 1865 im Banat), für Fleischhauer und schrieb unter dem Pseudonym Farmer Artikel gegen Juden und Freimaurer.
Bei der Machtübernahme der Nationalsozialisten hoffte er, seine Aktivitäten mit staatlichem Geld ausweiten zu können. Im September 1933 gründete er die Nachrichtenagentur Welt-Dienst und gab ab Anfang Dezember 1933 eine gleichnamige Halbmonatschrift heraus. Sie erschien zunächst auf Deutsch, Englisch und Französisch und bis 1945 in 21 Sprachen. In den 1930er Jahren arbeitete Jelena Jurjewna Karzowa (1893–1989; ⚭ Iwan Michailowitsch Kontschewitsch [1893–1965], der später am orthodoxen Seminar in Jordanville, N.Y. unterrichtete) von Paris aus für den Welt-Dienst. Sie war nach dem Tod ihrer Mutter im Jahr 1901 bei ihrer Tante Jelena Alexandrowna Oserova (1855–1938; ⚭ 1906 Sergei Alexandrowitsch Nilus) aufgewachsen. Ab Herbst 1934 beschäftigte er als wissenschaftlichen Mitarbeiter den Ruheständler Hans Jonak von Freyenwald (alias Karl Bergmeister und Hans Richter).
Auf Vorschlag des Anwalts Ruef wurde er im Oktober 1934 im Berner Prozess als Gutachter berufen. Beim Versuch, die Echtheit der Protokolle der Weisen von Zion zu beweisen, wurden seine Behauptungen eindeutig widerlegt. Sein Gutachten brachte er später unter dem Titel Die echten Protokolle der Weisen von Zion heraus. Als Antwort auf die Ausführungen des Anwalts Georges Brunschvig brachte Freyenwald 1936 Judas Unmoral in Lehre, Sage, Legende, Sprichwort (angeblich verfasst von Tibor Erdély und aus dem Ungarischen übersetzt von Emerich Barta) heraus.
Um September 1937 trat August Schirmer vom Amt Rosenberg mit ihm in Verbindung. Schirmer gelang es, Fleischhauer aus dem Welt-Dienst zu verdrängen. Im September 1938 waren Archiv und die Bücherei des Welt-Diensts durch „Schenkung“ an Rosenberg übergegangen, und im März 1939 wurde ein Übereignungs-Abkommen geschlossen, das Fleischhauer „jedweden Einflusses beraubte“. Er war danach weiter als Verleger antisemitischer Schriften tätig und gab über den U. Bodung-Verlag bis 1944 antisemitische Schriften heraus.
Fleischhauer wurde am 1. April 1942 in die NSDAP (Mitgliedsnummer 9.089.287) aufgenommen.
Nach Ende des Zweiten Weltkrieges verließ Fleischhauer im Mai 1945 Erfurt. Vom 1. Dezember 1945 bis zum 20. November 1946 befand er sich in amerikanischer Internierung. Danach zog er nach Hürben. Sein in Erfurt befindliches Eigentum wurde Mitte Juli 1947 beschlagnahmt. In diesem Zusammenhang erhob Fleischhauer Einspruch und stellte sich als Friedensaktivist und Befürworter einer unblutigen „Lösung der Judenfrage“ dar. Seinen Lebensunterhalt bestritt er bis Ende 1948 durch eine Offizierspension und beantragte danach Wohlfahrtsunterstützung. Er lebte schließlich nach eigenen Aussagen von Tätigkeiten für Zeitungen und dem Verkauf von Heilkräutern sowie wirtschaftlicher Unterstützung von Freunden und Verwandten.
Seine Schriften Das große? (Perleberg 1922) und Die echten Protokolle der Weisen von Zion (Erfurt 1935) wurden in der Sowjetischen Besatzungszone auf die Liste der auszusondernden Literatur gesetzt.

## Schriften (Auswahl)
- Ulrich Bodung: Zu Hilfe! Selbstverlag, Perleberg 1920.
- Ulrich Bodung: Wollt Ihr’s Euch gefallen lassen? Selbstverlag, Perleberg 1920.
- Israel Fryman: Das große ? Wahrheit? Die größte Fälschung der Zeiten? Betrachtungen über das sensationelle Buch „Die Geheimnisse der der Weisen von Zion“. U. Bodung, Perleberg 1922.[14]
- Berner Bilderbuch vom Zionisten-Prozess um die „Protokolle der Weisen von Zion“. U. Bodung, Erfurt 1936.
- Die echten Protokolle der Weisen von Zion: Sachverständigengutachten erstattet im Auftrage des Richteramtes V in Bern. U. Bodung, Erfurt 1935.
- Ein Jude gegen Jehova: Die internationale Lösung der Judenfrage. Eine Antwort auf Ben Chaim’s Proklamation an das jüdische Volk. U. Bodung, Erfurt 1939 (wobei sowohl Ben Chaim als auch seine Proklamation „Juda erwache!“ wohl rein fiktiv sind.[15]).

## Verlagstitel (Auswahl)
- Nikolaus Markow (auch: Nikolaj Jewgenjewitsch Markow): Der Kampf der dunklen Mächte (1 n. Chr. bis 1917). Historische Übersicht über die menschenfeindliche Tätigkeit des Judentums, vor allem in Rußland, 1935.